# 川田御早希
川田 御早希（かわだ みさき、1973年3月15日 - ）は、フリーアナウンサーである。東京都出身。元テレビ愛媛アナウンサー。

## 略歴
法政大学経済学部卒業後、1995年4月にテレビ愛媛にアナウンサーとして入社。フジテレビ系列アナウンサー同期は、伊藤利尋、森昭一郎、菊間千乃（2007年退社）、高木広子（2011年退社）。
夕方情報番組で、3年間で約450回の生中継リポートを担当した。1999年3月末にテレビ愛媛を退社。
退社後は、フリーアナウンサーとしてTBS『ジャスト』で「亭主改造計画」リポーターなどを担当した。
2009年5月から2025年6月末までホリプロ（アナウンス室）に所属し活動していた。旧芸名は、田中御早希である。
2021年10月13日、サワヤンのYouTubeチャンネル「SAWAYAN CHANNEL / サワヤン チャンネル」の「マンションからの強制退去を命じられました」の動画に出演。ドッキリの仕掛け人として登場。

## 人物
- 小学生の時に運動会の放送係に憧れ、高校時代からアナウンサーを目指しはじめた[2]。
- 法政大学自主マスコミ講座の6期生。
- ホノルルマラソンを2回完走している。
- 2007年に服部栄養専門学校にて栄養士免許を取得した。
- 日本食育学会 会員

## 出演

### テレビ
- テレビ愛媛 『とにかく愛媛500』街角中継リポーター
- テレビ愛媛『EBCスーパーニュース』中継リポーター
- フジテレビ『FNNスーパーニュース』列島中継リポーター
- TBS『ジャスト』「亭主改造計画」リポーター
- スカパー! 『Beauty Now』リポーター、ナレーション
- GAORA 『伊達公子とテニスであそぼカモン!キッズテニス』ナレーション
- フジテレビ『淋しい狩人』リポーター役
- ロート製薬「ADクリーム」CMナレーション

### ラジオ
- 茨城放送『ラジパルプラス』（2009年10月-2010年4月）
- ニッポン放送『鴻上尚史と里田まいのサンデーオトナラボ』Guest
- JFN『OH! Happy Morning』Guest
- 永谷園 「麻婆春雨」CMソング、「お茶づけ」CMナレーション

### 映画
- 『乾き。』ニュースの声、スーパーの場内アナウンス

### 書籍
- 講談社『書き込み式「結婚」達成ドリル』監修

### メディア
- 扶桑社『週刊ＳＰＡ！』
- 宝島社『GLOW』
- 日経BP『日経ウーマン 』
- KKベストセラーズ『ＣＩＲＣＵＳ』
- 読売新聞 『ワーク＆ライフ』
- 講談社『ＴＯＫＹＯ★１週間』

### イベント
- ＦＯＯＤＥＸ ＪＡＰＡＮ『コウケンテツ料理ショー』ＭＣ
- 『服部幸應の ウェルネスセミナー』司会
- 『伊達公子と テニスであそぼ カモン！キッズテニス』ＭＣ
- 『岡本知高トークイベント』ＭＣ